# Eothenomys wardi
Eothenomys wardi és una espècie de mamífer rosegador de la família dels cricètids. És endèmic de Yunnan (Xina), on viu a altituds d'entre 2.400 i 4.250 msnm. El seu hàbitat natural són els prats oberts i rocosos, així com les ribes dels cursos d'aigua que passen per boscos. Es desconeix si hi ha cap amenaça significativa per a la supervivència d'aquesta espècie.
L'espècie fou anomenada en honor del botànic i explorador britànic Frank Kingdon-Ward.